# Horodnîțea, Huseatîn
Horodnîțea (în ucraineană Городниця) este o comună în raionul Huseatîn, regiunea Ternopil, Ucraina, formată numai din satul de reședință.

## Demografie
Componența lingvistică a comunei Horodnîțea
     Ucraineană (99,81%)
     Alte limbi (0,18%)
Conform recensământului din 2001, majoritatea populației comunei Horodnîțea era vorbitoare de ucraineană (99,81%), existând în minoritate și vorbitori de alte limbi.